# Saint-Guen
Saint-Guen (bret. Sant-Wenn) – miejscowość i dawna gmina we Francji, w regionie Bretania, w departamencie Côtes-d’Armor. W 2013 roku populacja gminy wynosiła 465 mieszkańców. 
W dniu 1 stycznia 2017 roku z połączenia dwóch ówczesnych gmin – Mûr-de-Bretagne oraz Saint-Guen – utworzono nową gminę Guerlédan. Siedzibą gminy została miejscowość Mûr-de-Bretagne. 